# Ногайбай (Магжана Жумабаєва район)
Ногайба́й (каз. Ноғайбай) — село у складі району Магжана Жумабаєва Північноказахстанської області Казахстану. Входить до складу Ногайбайбійського сільського округу.
Населення — 82 особи (2021; 100 у 2009, 146 у 1999, 123 у 1989).
Національний склад станом на 1989 рік:
- казахи — 100 %.

До 2000 року село називалось Красне, ще раніше називалось Красний.